# Liste des députés de la IIe législature de la Cinquième République
Liste des députés de 1962 élus lors des élections législatives françaises de 1962

## Légende
|  | Groupe  | Composition                                                                |                                         |
|  | ------- | -------------------------------------------------------------------------- | --------------------------------------- |
|  | C       | Groupe Communiste                                                          | Parti communiste français et apparentés |
|  | S       | Groupe Socialiste                                                          | SFIO et apparentés                      |
|  | RD      | Groupe du RD                                                               | Parti radical et apparentés             |
|  | CD      | Groupe du Centre démocratique                                              | MRP, quelques députés du CNIP           |
|  | RI      | Groupe des Républicains indépendants                                       | CNIP                                    |
|  | UNR-UDT | Groupe d'Union pour la nouvelle République - Union démocratique du Travail | UNR                                     |
|  | NI      | Non-inscrits                                                               | Élus n'appartenant à aucun groupe       |

- Haut – A
- B
- C
- D
- E
- F
- G
- H
- I
- J
- K
- L
- M
- N
- O
- P
- Q
- R
- S
- T
- U
- V
- W
- X
- Y
- Z

## A
| Nom                                     |  | Groupe  | Circonscription     |
| --------------------------------------- |  | ------- | ------------------- |
| Pierre Abelin                           |  | CD      | Vienne              |
| Aymar Achille-Fould                     |  | RD      | Gironde             |
| Michel d'Aillières                      |  | RI      | Sarthe              |
| Gaston Aizier                           |  | UNR-UDT | Seine-et-Oise       |
| Médard Albrand                          |  | UNR-UDT | Guadeloupe          |
| Paul Alduy                              |  | RD      | Pyrénées-Orientales |
| Vincent Ansquer                         |  | UNR-UDT | Vendée              |
| Marcel Anthonioz                        |  | RI      | Ain                 |
| Pierre Augier                           |  | S       | Vaucluse            |
| Marie-Magdeleine Aymé de La Chevrelière |  | CD      | Deux-Sèvres         |

## B
| Nom                       |  | Groupe      | Circonscription          |
| ------------------------- |  | ----------- | ------------------------ |
| Jean Bailly               |  | UNR-UDT     | Territoire de Belfort    |
| Robert Ballanger          |  | C           | Seine-et-Oise            |
| Paul Balmigère            |  | C           | Hérault                  |
| Paul Barberot             |  | CD          | Ain                      |
| Raymond Barbet            |  | C           | Paris                    |
| Maurice Bardet            |  | UNR-UDT     | Morbihan                 |
| Armand Barniaudy          |  | CD          | Hautes-Alpes             |
| Noël Barrot               |  | CD          | Haute-Loire              |
| Pierre Bas                |  | UNR-UDT     | Paris                    |
| Pierre Baudis             |  | CD          | Haute-Garonne            |
| Henri Baudouin            |  | UNR-UDT     | Manche                   |
| Marcel Bayle              |  | UNR-UDT     | Var                      |
| Raoul Bayou               |  | S           | Hérault                  |
| André Beauguitte          |  | RI          | Meuse                    |
| Paul Béchard              |  | S           | Gard                     |
| Georges Becker            |  | UNR-UDT     | Doubs                    |
| Paul Bécue                |  | UNR-UDT     | Nord                     |
| François Bénard           |  | UNR-UDT     | Oise                     |
| Jean Bénard-Mousseaux     |  | CD          | Indre                    |
| Marcel Béraud             |  | UNR-UDT     | Nord-Pas-de-Calais       |
| Henry Berger              |  | UNR-UDT     | Côte-d'Or                |
| Jean Bernard              |  | CD          | Isère                    |
| Jean Bernasconi           |  | UNR-UDT     | Seine                    |
| Fernand Berthouin         |  | RD          | Indre-et-Loire           |
| André Bettencourt         |  | RI          | Seine-Maritime           |
| Albert Bignon             |  | UNR-UDT     | Charente-Maritime        |
| René Billères             |  | RD          | Hautes-Pyrénées          |
| Pierre Billotte           |  | UNR-UDT     | Seine                    |
| François Billoux          |  | C           | Bouches-du-Rhône         |
| Robert Bisson             |  | UNR-UDT     | Calvados                 |
| Émile Bizet               |  | CD          | Manche                   |
| François Blancho          |  | S           | Loire-Atlantique         |
| Raoul Bleuse              |  | Non-inscrit | Seine                    |
| Jean Boinvilliers         |  | UNR-UDT     | Cher                     |
| Raymond Boisdé            |  | RI          | Cher                     |
| Louis Boisson             |  | S           | Seine-Maritime           |
| Christian Bonnet          |  | CD          | Morbihan                 |
| Georges Bonnet            |  | RD          | Dordogne                 |
| André Bord                |  | UNR-UDT     | Bas-Rhin                 |
| Augustin Bordage          |  | UNR-UDT     | Deux-Sèvres              |
| Edmond Borocco            |  | UNR-UDT     | Haut-Rhin                |
| Roland Boscary-Monsservin |  | RI          | Aveyron                  |
| Michel Boscher            |  | UNR-UDT     | Seine-et-Oise            |
| Charles Bosson            |  | CD          | Haute-Savoie             |
| Robert Boulin             |  | UNR-UDT     | Gironde                  |
| Pierre Bourdellès         |  | CD          | Côtes-du-Nord            |
| Georges Bourgeois         |  | UNR-UDT     | Haut-Rhin                |
| Lucien Bourgeois          |  | UNR-UDT     | Var                      |
| Yvon Bourges              |  | UNR-UDT     | Ille-et-Vilaine          |
| Pierre-Louis Bourgoin     |  | UNR-UDT     | Seine                    |
| Gabriel Bourgund          |  | UNR-UDT     | Haute-Marne              |
| Marcel Bousseau           |  | UNR-UDT     | Vendée                   |
| Jacques Boutard           |  | S           | Haute-Loire              |
| Gabriel Bouthière         |  | RD          | Saône-et-Loire           |
| Robert Brettes            |  | S           | Gironde                  |
| Albert Briand             |  | Non-inscrit | Saint-Pierre-et-Miquelon |
| Edmond Bricout            |  | UNR-UDT     | Aisne                    |
| Louis Briot               |  | UNR-UDT     | Aube                     |
| Jean de Broglie           |  | RI          | Eure                     |
| André Brugerolle          |  | CD          | Charente-Maritime        |
| Ambroise Brugière         |  | S           | Puy-de-Dôme              |
| Henri-François Buot       |  | UNR-UDT     | Calvados                 |
| Georges Bustin            |  | C           | Nord                     |

## C
| Nom                         |  | Groupe      | Circonscription  |
| --------------------------- |  | ----------- | ---------------- |
| Armand Cachat               |  | UNR-UDT     | Seine-et-Oise    |
| Antoine Caill               |  | UNR-UDT     | Finistère        |
| René Caille                 |  | UNR-UDT     | Rhône            |
| Robert Calméjane            |  | UNR-UDT     | Seine            |
| René Cance                  |  | C           | Seine-Maritime   |
| René Capitant               |  | UNR-UDT     | Seine            |
| Édouard Carlier             |  | C           | Pas-de-Calais    |
| Roland Carter               |  | UNR-UDT     | Paris            |
| Albert Catalifaud           |  | UNR-UDT     | Aisne            |
| Diomède Catroux             |  | UNR-UDT     | Alpes-Maritimes  |
| Benjamin Catry              |  | UNR-UDT     | Nord             |
| Franck Cazenave             |  | RD          | Gironde          |
| Paul Cermolacce             |  | C           | Bouches-du-Rhône |
| Marcel Cerneau              |  | CD          | La Réunion       |
| Aimé Césaire                |  | Non-inscrit | Martinique       |
| Jacques Chaban-Delmas       |  | UNR-UDT     | Gironde          |
| Jean Chamant                |  | RI          | Yonne            |
| Charles de Chambrun         |  | CD          | Lozère           |
| André Chandernagor          |  | S           | Creuse           |
| Jean-Yves Chapalain         |  | UNR-UDT     | Sarthe           |
| Noël Chapuis                |  | CD          | Isère            |
| Jean Charbonnel             |  | UNR-UDT     | Corrèze          |
| Pierre Charié               |  | UNR-UDT     | Loiret           |
| René Charpentier            |  | CD          | Marne            |
| Édouard Charret             |  | UNR-UDT     | Rhône            |
| Joseph Charvet              |  | RI          | Rhône            |
| Augustin Chauvet            |  | CD          | Cantal           |
| André Chazalon              |  | CD          | Loire            |
| Henri Chaze                 |  | C           | Ardèche          |
| André Chérasse              |  | UNR-UDT     | Seine-Maritime   |
| Louis Christiaens           |  | UNR-UDT     | Nord             |
| Alfred Clerget              |  | UNR-UDT     | Haute-Saône      |
| Pierre Clostermann          |  | UNR-UDT     | Seine-et-Oise    |
| Henri Collette              |  | UNR-UDT     | Pas-de-Calais    |
| Jean-Marie Commenay         |  | CD          | Landes           |
| Pierre Comte-Offenbach      |  | UNR-UDT     | Seine            |
| Arthur Cornette             |  | S           | Nord             |
| Édouard Corniglion-Molinier |  | UNR-UDT     | Alpes-Maritimes  |
| Bernard Cornut-Gentille     |  | Non-Inscrit | Alpes-Maritimes  |
| Paul Coste-Floret           |  | CD          | Hérault          |
| Pierre Couderc              |  | RI          | Lozère           |
| Michel Couillet             |  | C           | Somme            |
| Jean Coumaros               |  | UNR-UDT     | Moselle          |
| Fernand Couzinet            |  | S           | Haute-Garonne    |

## D
| Nom                      |  | Groupe  | Circonscription    |
| ------------------------ |  | ------- | ------------------ |
| Pierre Dalainzy          |  | RI      | Meurthe-et-Moselle |
| Auguste Damette          |  | UNR-UDT | Nord               |
| Liévin Danel             |  | UNR-UDT | Nord               |
| Philippe Danilo          |  | UNR-UDT | Rhône              |
| Henri Darras             |  | S       | Pas-de-Calais      |
| Marcel Dassault          |  | UNR-UDT | Oise               |
| Albert Dassié            |  | UNR-UDT | Loire-Atlantique   |
| Daniel Daviaud           |  | RD      | Charente-Maritime  |
| André Davoust            |  | CD      | Mayenne            |
| Gaston Defferre          |  | S       | Bouches-du-Rhône   |
| Jean Degraeve            |  | UNR-UDT | Marne              |
| René Dejean              |  | S       | Ariège             |
| Jean Delachenal          |  | RI      | Savoie             |
| Georges Delatre          |  | UNR-UDT | Seine-Maritime     |
| Gérard Deliaune          |  | UNR-UDT | Gironde            |
| Louis Delmas             |  | S       | Tarn-et-Garonne    |
| Jacques-Richard Delong   |  | UNR-UDT | Haute-Marne        |
| Claude Delorme           |  | S       | Basses-Alpes       |
| Maurice Delory           |  | UNR-UDT | Pas-de-Calais      |
| Xavier Deniau            |  | UNR-UDT | Loiret             |
| Marie-Madeleine Dienesch |  | CD      | Côtes-d'Armor      |
| Pierre Doize             |  | C       | Bouches-du-Rhône   |
| Jean Drouot-L'Hermine    |  | UNR-UDT | Seine-et-Oise      |
| Émile Dubuis             |  | CD      | Ain                |
| Edmond Duchesne          |  | RI      | Calvados           |
| Hippolyte Ducos          |  | RD      | Haute-Garonne      |
| Henri Duffaut            |  | S       | Vaucluse           |
| Henri Duflot             |  | UNR-UDT | Nord               |
| Jacques Duhamel          |  | RD      | Jura               |
| Pierre Dumas             |  | UNR-UDT | Savoie             |
| Jeannil Dumortier        |  | S       | Pas-de-Calais      |
| Bernard Dupérier         |  | UNR-UDT | Seine              |
| Fernand Dupuy            |  | C       | Seine              |
| Paul Duraffour           |  | RD      | Saône-et-Loire     |
| Marius Durbet            |  | UNR-UDT | Nièvre             |
| Jean Durlot              |  | UNR-UDT | Aube               |
| Camille Dussarthou       |  | S       | Landes             |
| Roger Dusseaulx          |  | UNR-UDT | Seine-Maritime     |
| Henri Duterne            |  | UNR-UDT | Nord               |
| Henri Duvillard          |  | UNR-UDT | Loiret             |

## E
| Nom           |  | Groupe  | Circonscription |
| ------------- |  | ------- | --------------- |
| Guy Ébrard    |  | RD      | Basses-Pyrénées |
| Albert Ehm    |  | UNR-UDT | Bas-Rhin        |
| Louis Escande |  | S       | Saône-et-Loire  |
| Roger Évrard  |  | UNR-UDT | Finistère       |

## F
| Nom                       |  | Groupe  | Circonscription |
| ------------------------- |  | ------- | --------------- |
| Robert Fabre              |  | RD      | Aveyron         |
| Alban Fagot               |  | UNR-UDT | Isère           |
| Étienne Fajon             |  | C       | Seine           |
| André Fanton              |  | UNR-UDT | Seine           |
| Gilbert Faure             |  | S       | Ariège          |
| Maurice Faure             |  | RD      | Lot             |
| Léon Feix                 |  | C       | Seine-et-Oise   |
| Gaston Feuillard          |  | RI      | Guadeloupe      |
| Henri Fiévez              |  | C       | Nord            |
| Jules Fil                 |  | S       | Aude            |
| Bertrand Flornoy          |  | UNR-UDT | Seine-et-Marne  |
| Joseph Fontanet           |  | CD      | Savoie          |
| Pierre Forest             |  | S       | Nord            |
| Roger Fossé               |  | UNR-UDT | Seine-Maritime  |
| Jacques Fouchier          |  | CD      | Deux-Sèvres     |
| Albert Fouet              |  | RD      | Sarthe          |
| Louis Fourmond            |  | CD      | Mayenne         |
| Eugène Fourvel            |  | C       | Puy-de-Dôme     |
| Jean Foyer                |  | UNR-UDT | Maine-et-Loire  |
| Alexandre de Fraissinette |  | RD      | Loire           |
| Marie François-Bénard     |  | RD      | Hautes-Alpes    |
| Henri Fréville            |  | CD      | Ille-et-Vilaine |
| Roger Frey                |  | UNR-UDT | Seine           |
| Joseph Frys               |  | UNR-UDT | Nord            |

## G
| Nom                      |  | Groupe  | Circonscription  |
| ------------------------ |  | ------- | ---------------- |
| Félix Gaillard           |  | RD      | Charente         |
| Pierre Gamel             |  | UNR-UDT | Gard             |
| Edmond Garcin            |  | C       | Bouches-du-Rhône |
| Jean-Louis Gasparini     |  | UNR-UDT | Moselle          |
| Pierre Gaudin            |  | S       | Var              |
| André Gauthier           |  | RD      | Isère            |
| Maurice Georges          |  | UNR-UDT | Seine-Maritime   |
| Charles Germain          |  | CD      | Rhône            |
| Hubert Germain           |  | UNR-UDT | Seine            |
| Raymond Gernez           |  | S       | Nord             |
| Valéry Giscard d'Estaing |  | RI      | Puy de Dôme      |
| Pierre Godefroy          |  | UNR-UDT | Manche           |
| Roger Goemaere           |  | UNR-UDT | Loir-et-Cher     |
| Henri Gorce-Franklin     |  | UNR-UDT | Rhône            |
| Michel de Grailly        |  | UNR-UDT | Paris            |
| Henri Grenet             |  | RD      | Basses-Pyrénées  |
| Fernand Grenier          |  | C       | Seine            |
| François Grussenmeyer    |  | UNR-UDT | Bas-Rhin         |
| Yves Guéna               |  | UNR-UDT | Dordogne         |
| Henri Guillermin         |  | UNR-UDT | Rhône            |
| Marcel Guyot             |  | C       | Allier           |

## H
| Nom                    |  | Groupe      | Circonscription  |
| ---------------------- |  | ----------- | ---------------- |
| Michel Habib-Deloncle  |  | UNR-UDT     | Seine            |
| André Halbout          |  | UNR-UDT     | Calvados         |
| Émile Halbout          |  | CD          | Orne             |
| Yves du Halgouët       |  | RI          | Morbihan         |
| Robert Hauret          |  | UNR-UDT     | Maine-et-Loire   |
| Nicole de Hauteclocque |  | UNR-UDT     | Seine            |
| Jacques Hébert         |  | UNR-UDT     | Manche           |
| Léopold Héder          |  | S           | Guyane           |
| Léon Heitz             |  | UNR-UDT     | Somme            |
| Pierre Herman          |  | UNR-UDT     | Nord             |
| Robert Hersant         |  | RD          | Oise             |
| Maurice Herzog         |  | UNR-UDT     | Rhône            |
| Étienne Hinsberger     |  | UNR-UDT     | Moselle          |
| Marcel Hoffer          |  | UNR-UDT     | Vosges           |
| Michel Hoguet          |  | UNR-UDT     | Eure-et-Loir     |
| Robert Hostier         |  | C           | Nièvre           |
| Jules Houcke           |  | UNR-UDT     | Nord             |
| Marcel Houël           |  | C           | Rhône            |
| Xavier Hunault         |  | Non-inscrit | Loire-Atlantique |

## I
| Nom        |  | Groupe | Circonscription |
| ---------- |  | ------ | --------------- |
| Paul Ihuel |  | CD     | Morbihan        |

## J
| Nom                  |  | Groupe  | Circonscription    |
| -------------------- |  | ------- | ------------------ |
| Marc Jacquet         |  | UNR-UDT | Seine-et-Marne     |
| Michel Jacquet       |  | CD      | Loire              |
| Louis Jacquinot      |  | UNR-UDT | Meuse              |
| William Jacson       |  | UNR-UDT | Meurthe-et-Moselle |
| Louis Jaillon        |  | CD      | Jura               |
| Michel Jamot         |  | UNR-UDT | Seine-et-Oise      |
| André Jarrot         |  | UNR-UDT | Saône-et-Loire     |
| Roger Julien         |  | CD      | Aveyron            |
| Georges Juskiewenski |  | RD      | Lot                |

## K
| Nom                  |  | Groupe  | Circonscription |
| -------------------- |  | ------- | --------------- |
| Henri Karcher        |  | UNR-UDT | Moselle         |
| Gabriel Kaspereit    |  | UNR-UDT | Seine           |
| Félix Kir            |  | RD      | Côte-d'Or       |
| Pierre-Charles Krieg |  | UNR-UDT | Seine           |
| Charles Kroepflé     |  | UNR-UDT | Haut-Rhin       |

## L
| Nom                           |  | Groupe  | Circonscription    |
| ----------------------------- |  | ------- | ------------------ |
| Michel Labéguerie             |  | CD      | Basses-Pyrénées    |
| René la Combe                 |  | UNR-UDT | Maine-et-Loire     |
| Robert Lacoste                |  | S       | Dordogne           |
| Jean Lainé                    |  | RI      | Eure               |
| Albert Lalle                  |  | RI      | Côte-d'Or          |
| Charles Lamarque-Cando        |  | S       | Landes             |
| René Lamps                    |  | C       | Somme              |
| Gabriel Lapeyrusse            |  | UNR-UDT | Lot-et-Garonne     |
| Tony Larue                    |  | S       | Seine-Maritime     |
| Hervé Laudrin                 |  | UNR-UDT | Morbihan           |
| Marceau Laurent               |  | S       | Nord               |
| René-Georges Laurin           |  | UNR-UDT | Var                |
| Jacques Lavigne               |  | UNR-UDT | Gironde            |
| René Le Bault de La Morinière |  | UNR-UDT | Maine-et-Loire     |
| René Lecocq                   |  | UNR-UDT | Nord               |
| François Le Douarec           |  | UNR-UDT | Ille-et-Vilaine    |
| René Leduc                    |  | UNR-UDT | Seine-et-Oise      |
| Jean Le Gall                  |  | UNR-UDT | Ardennes           |
| Alphonse Le Gallo             |  | S       | Seine              |
| Charles Le Goasguen           |  | UNR-UDT | Finistère          |
| Alain Le Guen                 |  | CD      | Côtes-du-Nord      |
| Max Lejeune                   |  | S       | Somme              |
| Jean Le Lann                  |  | CD      | Ille-et-Vilaine    |
| Maurice Lemaire               |  | UNR-UDT | Vosges             |
| Pierre Lemarchand             |  | UNR-UDT | Yonne              |
| Maurice Lenormand             |  | CD      | Nouvelle-Calédonie |
| Pierre Lepage                 |  | UNR-UDT | Indre-et-Loire     |
| Bernard Lepeu                 |  | UNR-UDT | Seine              |
| Jean-Charles Lepidi           |  | UNR-UDT | Seine              |
| Constant Lepourry             |  | UNR-UDT | Manche             |
| Joël Le Tac                   |  | UNR-UDT | Seine              |
| Joël Le Theule                |  | UNR-UDT | Sarthe             |
| Waldeck L'Huillier            |  | C       | Seine              |
| Jean de Lipkowski             |  | UNR-UDT | Charente-Maritime  |
| Pierre Litoux                 |  | UNR-UDT | Loire-Atlantique   |
| Jean Lolive                   |  | C       | Seine              |
| Louis Longequeue              |  | S       | Haute-Vienne       |
| Hervé Loste                   |  | RI      | Wallis-et-Futuna   |
| Kléber Loustau                |  | S       | Loir-et-Cher       |
| Émile Luciani                 |  | UNR-UDT | Somme              |

## M
| Nom                       |  | Groupe  | Circonscription            |
| ------------------------- |  | ------- | -------------------------- |
| Gabriel Macé              |  | UNR-UDT | La Réunion                 |
| Benoît Macquet            |  | UNR-UDT | Loire-Atlantique           |
| Charles Magne             |  | S       | Allier                     |
| Louis Maillot             |  | UNR-UDT | Doubs                      |
| Paul Mainguy              |  | UNR-UDT | Seine                      |
| Christian de La Malène    |  | UNR-UDT | Seine                      |
| Jacques Malleville        |  | UNR-UDT | Seine                      |
| Robert Manceau            |  | C       | Sarthe                     |
| Raymond Marcellin         |  | RI      | Morbihan                   |
| Albert Marcenet           |  | UNR-UDT | Seine                      |
| Jacques Marette           |  | UNR-UDT | Seine                      |
| Pierre Marquand-Gairard   |  | UNR-UDT | Bouches-du-Rhône           |
| Henri Martel              |  | C       | Nord                       |
| Hubert Martin             |  | RI      | Meurthe-et-Moselle         |
| Jean Masse                |  | S       | Bouches-du-Rhône           |
| Marcel Massot             |  | RD      | Basses-Alpes               |
| Daniel Matalon            |  | S       | Bouches-du-Rhône           |
| Michel Maurice-Bokanowski |  | UNR-UDT | Seine                      |
| Camille Max-Petit         |  | UNR-UDT | Seine-et-Oise              |
| Jacques Maziol            |  | UNR-UDT | Haute-Garonne              |
| Henri Meck                |  | CD      | Bas-Rhin                   |
| Alexis Méhaignerie        |  | CD      | Ille-et-Vilaine            |
| Jacques Mer               |  | UNR-UDT | Seine                      |
| Lucien Meunier            |  | UNR-UDT | Ardennes                   |
| Louis Michaud             |  | CD      | Vendée                     |
| Lucien Milhau             |  | S       | Aude                       |
| Jacques Millot            |  | UNR-UDT | Maine-et-Loire             |
| Gabriel Miossec           |  | UNR-UDT | Finistère                  |
| François Missoffe         |  | UNR-UDT | Seine                      |
| François Mitterrand       |  | RD      | Nièvre                     |
| Jules Moch                |  | S       | Hérault                    |
| Ahmed Mohamed             |  | UNR-UDT | Comores                    |
| Guy Mollet                |  | S       | Pas-de-Calais              |
| Raymond Mondon            |  | RI      | Moselle                    |
| Pierre Monnerville        |  | S       | Guadeloupe                 |
| Rémy Montagne             |  | CD      | Eure                       |
| Jean Montalat             |  | S       | Corrèze                    |
| Eugène Montel             |  | S       | Haute-Garonne              |
| Pierre de Montesquiou     |  | RD      | Gers                       |
| Jean-Marie Morisse        |  | UNR-UDT | Seine-Maritime             |
| Robert Morlevat           |  | RD      | Côte-d'Or                  |
| Arthur Moulin             |  | UNR-UDT | Nord                       |
| Jean Moulin               |  | CD      | Ardèche                    |
| Moussa Ahmed Idriss       |  | UNR-UDT | Côte française des Somalis |
| André Moynet              |  | RI      | Saône-et-Loire             |
| Arthur Musmeaux           |  | C       | Nord                       |

## N
| Nom              |  | Groupe  | Circonscription    |
| ---------------- |  | ------- | ------------------ |
| Jean Nègre       |  | S       | Allier             |
| Edmond Nessler   |  | UNR-UDT | Oise               |
| Lucien Neuwirth  |  | UNR-UDT | Loire              |
| Maurice Nilès    |  | C       | Seine              |
| Roger Noiret     |  | UNR-UDT | Ardennes           |
| Arthur Notebart  |  | S       | Nord               |
| Joseph Nou       |  | UNR-UDT | Meurthe-et-Moselle |
| Roland Nungesser |  | UNR-UDT | Seine              |

## O
| Nom          |  | Groupe | Circonscription |
| ------------ |  | ------ | --------------- |
| Louis Odru   |  | C      | Seine           |
| Louis Orvoën |  | CD     | Finistère       |

## P
| Nom                    |  | Groupe  | Circonscription    |
| ---------------------- |  | ------- | ------------------ |
| Jean-Paul Palewski     |  | UNR-UDT | Seine-et-Oise      |
| Francis Palmero        |  | NI      | Alpes-Maritimes    |
| Aimé Paquet            |  | RI      | Isère              |
| Pierre Pasquini        |  | UNR-UDT | Alpes-Maritimes    |
| Narcisse Pavot         |  | S       | Nord               |
| Achille Peretti        |  | UNR-UDT | Seine              |
| Gabriel Péronnet       |  | RD      | Allier             |
| François Perrin        |  | RI      | Isère              |
| Joseph Perrin          |  | UNR-UDT | Haut-Rhin          |
| Gaston Perrot          |  | UNR-UDT | Yonne              |
| Alain Peyrefitte       |  | UNR-UDT | Seine-et-Marne     |
| Claude Peyret          |  | UNR-UDT | Vienne             |
| Edmond Pezé            |  | UNR-UDT | Seine              |
| Pierre Pflimlin        |  | CD      | Bas-Rhin           |
| Louis Philibert        |  | S       | Bouches-du-Rhône   |
| Joseph Philippe        |  | CD      | Haute-Savoie       |
| Georges Pianta         |  | RI      | Haute-Savoie       |
| Maurice Pic            |  | S       | Drôme              |
| André Picquot          |  | RI      | Meurthe-et-Moselle |
| Olivier de Pierrebourg |  | RD      | Creuse             |
| Paul Pillet            |  | CD      | Loire              |
| Louis Pimont           |  | S       | Dordogne           |
| Joseph Planeix         |  | S       | Puy-de-Dôme        |
| René Pleven            |  | CD      | Côtes-du-Nord      |
| Suzanne Ploux          |  | UNR-UDT | Finistère          |
| Jean-Marie Poirier     |  | UNR-UDT | Seine-et-Oise      |
| Christian Poncelet     |  | UNR-UDT | Vosges             |
| Étienne Ponseillé      |  | RD      | Hérault            |
| Gabriel de Poulpiquet  |  | UNR-UDT | Finistère          |
| Jean de Préaumont      |  | UNR-UDT | Seine              |
| Jeannette Prin         |  | C       | Pas-de-Calais      |
| Gérard Prioux          |  | UNR-UDT | Seine-et-Oise      |
| Charles Privat         |  | S       | Bouches-du-Rhône   |

## Q
| Nom           |  | Groupe  | Circonscription |
| ------------- |  | ------- | --------------- |
| René Quentier |  | UNR-UDT | Oise            |

## R
| Nom                      |  | Groupe  | Circonscription  |
| ------------------------ |  | ------- | ---------------- |
| Guy Rabourdin            |  | UNR-UDT | Seine-et-Marne   |
| René Radius              |  | UNR-UDT | Bas-Rhin         |
| Marcel Raffier           |  | UNR-UDT | Haute-Loire      |
| Arthur Ramette           |  | C       | Nord             |
| Roger Raulet             |  | UNR-UDT | Marne            |
| André Raust              |  | S       | Tarn             |
| René Regaudie            |  | S       | Haute-Vienne     |
| Isidore Renouard         |  | RI      | Ille-et-Vilaine  |
| Raymond Réthoré          |  | UNR-UDT | Charente         |
| André Rey                |  | S       | Haute-Garonne    |
| Henri Rey                |  | UNR-UDT | Loire-Atlantique |
| Roger Ribadeau-Dumas     |  | UNR-UDT | Drôme            |
| René Ribière             |  | UNR-UDT | Seine-et-Oise    |
| Lucien Richard           |  | UNR-UDT | Loire-Atlantique |
| Arthur Richards          |  | UNR-UDT | Gironde          |
| Robert Richet            |  | UNR-UDT | Côtes-du-Nord    |
| René Rieubon             |  | C       | Bouches-du-Rhône |
| Jean Risbourg            |  | UNR-UDT | Aisne            |
| Georges Ritter           |  | UNR-UDT | Bas-Rhin         |
| Philippe Rivain          |  | UNR-UDT | Maine-et-Loire   |
| André Rives-Henrÿs       |  | UNR-UDT | Seine            |
| Joseph Rivière           |  | CD      | Rhône            |
| Paul Rivière             |  | UNR-UDT | Loire            |
| Gilberte Roca            |  | NI      | Gard             |
| Jean-Paul de Rocca Serra |  | NI      | Corse            |
| Louis Roche-Defrance     |  | RI      | Ardèche          |
| Waldeck Rochet           |  | C       | Seine            |
| Ferdinand Roques         |  | UNR-UDT | Cher             |
| André Rossi              |  | RD      | Aisne            |
| Roger Roucaute           |  | C       | Gard             |
| Claude Roux              |  | UNR-UDT | Seine            |
| Jean Royer               |  | NI      | Indre-et-Loire   |
| Pierre Ruais             |  | UNR-UDT | Seine            |
| Hubert Ruffe             |  | C       | Lot-et-Garonne   |

## S
| Nom                       |  | Groupe  | Circonscription       |
| ------------------------- |  | ------- | --------------------- |
| Guy Sabatier              |  | UNR-UDT | Aisne                 |
| Victor Sablé              |  | RD      | Martinique            |
| Jean Sagette              |  | UNR-UDT | Cantal                |
| Said Ibrahim bin Said Ali |  | UNR-UDT | Comores               |
| Jean Sainteny             |  | UNR-UDT | Seine                 |
| Marc Saintout             |  | UNR-UDT | Seine                 |
| Léon Salagnac             |  | C       | Seine                 |
| André Salardaine          |  | UNR-UDT | Charente-Maritime     |
| Louis Sallé               |  | UNR-UDT | Loiret                |
| Pierre Sallenave          |  | CD      | Basses-Pyrénées       |
| Jacques Sanglier          |  | UNR-UDT | Seine                 |
| Alexandre Sanguinetti     |  | UNR-UDT | Seine                 |
| René Sanson               |  | UNR-UDT | Seine                 |
| Fernand Sauzedde          |  | S       | Puy-de-Dôme           |
| Joseph Schaff             |  | CD      | Moselle               |
| Ernest Schaffner          |  | S       | Pas-de-Calais         |
| Édouard Schlœsing         |  | RD      | Lot-et-Garonne        |
| Raymond Schmittlein       |  | UNR-UDT | Territoire de Belfort |
| Maurice Schnebelen        |  | RI      | Moselle               |
| Maurice Schumann          |  | CD      | Nord                  |
| Julien Schvartz           |  | UNR-UDT | Moselle               |
| Antoine Sérafini          |  | UNR-UDT | Corse                 |
| Paul Séramy               |  | RD      | Seine-et-Marne        |
| Olivier de Sesmaisons     |  | RI      | Loire-Atlantique      |
| Roger Souchal             |  | UNR-UDT | Meurthe-et-Moselle    |
| Jean Sourbet              |  | RD      | Gironde               |
| Georges Spénale           |  | S       | Tarn                  |

## T
| Nom                        |  | Groupe  | Circonscription     |
| -------------------------- |  | ------- | ------------------- |
| Jean Taittinger            |  | UNR-UDT | Marne               |
| François Tanguy-Prigent    |  | NI      | Finistère           |
| John Teariki               |  | CD      | Polynésie française |
| Henri Terré                |  | RI      | Aube                |
| Louis Terrenoire           |  | UNR-UDT | Orne                |
| Paul Thillard              |  | UNR-UDT | Hautes-Pyrénées     |
| Jacqueline Thome-Patenôtre |  | RD      | Seine-et-Oise       |
| Edmond Thorailler          |  | UNR-UDT | Eure-et-Loir        |
| Maurice Thorez             |  | C       | Seine               |
| Lionel de Tinguy du Pouët  |  | CD      | Vendée              |
| Antonin Tirefort           |  | UNR-UDT | Tarn                |
| René Tomasini              |  | UNR-UDT | Eure                |
| André Tourné               |  | C       | Pyrénées-Orientales |
| Jean Toury                 |  | UNR-UDT | Indre               |
| Raymond Triboulet          |  | UNR-UDT | Calvados            |

## V
| Nom                             |  | Groupe  | Circonscription |
| ------------------------------- |  | ------- | --------------- |
| Marie-Claude Vaillant-Couturier |  | C       | Seine           |
| Raymond Valenet                 |  | UNR-UDT | Seine-et-Oise   |
| Jean Valentin                   |  | NI      | Charente        |
| Louis Vallon                    |  | UNR-UDT | Seine-et-Oise   |
| Francis Vals                    |  | S       | Aude            |
| Jean Vanier                     |  | UNR-UDT | Isère           |
| François Var                    |  | S       | Corrèze         |
| Marcel Vauthier                 |  | NI      | La Réunion      |
| Jacques Vendroux                |  | UNR-UDT | Pas-de-Calais   |
| Antonin Ver                     |  | RD      | Tarn-et-Garonne |
| Emmanuel Véry-Hermence          |  | S       | Martinique      |
| Théo Vial-Massat                |  | C       | Loire           |
| Paul Vignaux                    |  | S       | Gers            |
| Pierre Vitter                   |  | RI      | Haute-Saône     |
| Robert-André Vivien             |  | UNR-UDT | Seine           |
| Albert Voilquin                 |  | RI      | Vosges          |
| André-Georges Voisin            |  | UNR-UDT | Indre-et-Loire  |
| Ernest Voyer                    |  | UNR-UDT | Orne            |

## W
| Nom             |  | Groupe  | Circonscription    |
| --------------- |  | ------- | ------------------ |
| Robert Wagner   |  | UNR-UDT | Seine-et-Oise      |
| Pierre Weber    |  | RI      | Meurthe-et-Moselle |
| Jacques Weinman |  | UNR-UDT | Doubs              |
| Alfred Westphal |  | UNR-UDT | Bas-Rhin           |

## Y
| Nom         |  | Groupe | Circonscription |
| ----------- |  | ------ | --------------- |
| Gérard Yvon |  | S      | Loir-et-Cher    |

## Z
| Nom                |  | Groupe  | Circonscription |
| ------------------ |  | ------- | --------------- |
| Pierre Ziller      |  | UNR-UDT | Alpes-Maritimes |
| Raymond Zimmermann |  | UNR-UDT | Haut-Rhin       |
| Jean Zuccarelli    |  | RD      | Corse           |